# Lehrerschmidt
Lehrerschmidt, bürgerlich Kai Schmidt (* 1979 in Nordhorn), ist ein deutscher Webvideoproduzent sowie Schulleiter der Oberschule Uelsen in Niedersachsen.

## Biographie
Kai Schmidt studierte nach seiner Banklehre von 2003 bis 2007 Grund-, Haupt- und Realschullehramt mit den Fächern Mathematik, Sachunterricht, Erdkunde, Deutsch und Politik an der Universität Vechta.
Nachdem Schüler die für sie erstellten Videos von Schmidt verbreitet hatten, lud der Mathematik-Lehrer diese direkt bei YouTube hoch und wurde zum „Mathe-Influencer“. Nach zwei Wochen wurden die privaten virtuellen Nachhilfestunden ein Angebot für die Masse. Mit der Motivation seiner Schüler betreibt er seit 2016 seinen eigenen öffentlichen YouTube-Kanal, auf dem regelmäßig Lern- und Erklärvideos zu Themen aus den Bereichen Physik, Deutsch, Allgemeinwissen, vor allem aber Mathematik erscheinen. Anfangs wollte Lehrerschmidt nicht in den Videos zu sehen sein. Der Kanal wurde mehrmals in der Presse besprochen. 2019 zählte er 300.000 Abonnenten.
Im Jahr 2020 erhielt sein YouTube-Kanal aufgrund der Schulschließungen während der COVID-19-Pandemie einen Aufschwung. Im April 2020 erhielt Schmidt den Titel „Mathe-Botschafter“ der Stiftung Rechnen. Ebenfalls beantwortete Lehrerschmidt im April Fragen zum Thema Homeschooling in der ZDF-Sendung Heute+. Darauf folgend wurde er im August in der Kategorie „Best of Education & Coaching“ zur Goldenen Kamera nominiert, zwei Monate später zur Goldenen Henne in der Kategorie „#Onlinestars“.
Am 3. Juni 2021 erreichte sein Kanal die Marke von 1 Million Abonnenten.
In einem Video am 19. Juni 2023 gab Schmidt bekannt, dass seine Frau am 12. Juni 2023 den Folgen einer schweren Erkrankung erlag. Aufgrund dessen kündigte er eine vorübergehende Auszeit für den Kanal an, um mit der Situation zurechtzukommen.
2024 wurde Schmidt von Bundespräsident Frank-Walter Steinmeier das Bundesverdienstkreuz verliehen. Zuvor war Schmidt im September 2024 beim Bürgerfest des Bundespräsidenten Teil einer Diskussionsveranstaltung zum Thema Bildung.

## Rezeption
Im Homeschooling empfahlen beispielsweise der Mitteldeutsche Rundfunk, Südkurier und Der Spiegel Lehrerschmidt.